# Schlachttrichter
Schlachttrichter (englisch: poultry killing cone) werden beim Töten und Ausbluten von Geflügel verwendet, um die Schlachttiere ruhig zu stellen und zu fixieren. In der Geflügelproduktion beginnt der Schlachtablauf mit dem Einhängen der Tiere kopfüber in Schlachttrichter oder in ein Transportband, was im gleichen Arbeitsschritt direkt nach dem Entladen und immer händisch erfolgt. Im Schlachttrichter werden Quetschungen und Verletzungen der Tiere während des Transportes und der Vorbereitung zur Schlachtung vermieden. Die Schlachttrichter für Hühner, Puten oder Gänse sind entsprechend deren Größe ausgeführt. Für die sachgemäße Ausführung der darauffolgenden Betäubung mittels Kopfschlag, Bolzenschuss oder elektrischer Betäubung ist das Halten der Tiere bzw. die Ruhigstellung im Schlachttrichter erforderlich. Nach der anschließenden Tötung des Geflügels erfolgt der Entbluteschnitt.